# Chico Hamilton
Pour les articles homonymes, voir Hamilton.
Foreststorn « Chico » Hamilton est un batteur américain de jazz né à Los Angeles le 20 septembre 1921 et mort à New York le 25 novembre 2013.

## Biographie
Foreststorn Hamilton naît à Los Angeles en 1921. Il a pour frère l’acteur Bernie Hamilton (qui jouait dans la série Starsky et Hutch). Hamilton a étudié à Los Angeles et a monté avec d’autres étudiants nommés Charles Mingus, Ernie Royal, Dexter Gordon ou Buddy Collette différents ensembles de jazz. Très vite, il a joué avec Lionel Hampton, T-Bone Walker, Duke Ellington, Charlie Barnet, Nat King Cole, Sammy Davis Jr., Billie Holiday, Gerry Mulligan. Il s’est engagé par ailleurs avec Lena Horne comme batteur du Young Coast Prodigy avant d'abandonner en 1955.
Hamilton est apparu dans le Film You’ll Never Get Rich (1941) comme musicien d’accompagnement de Fred Astaire. Il a réalisé les arrangements et les compositions du film Road to Bali de Bing Crosby et Bob Hope.
En 1955, il forme un quintet très original à Los Angeles comprenant un flutiste, un violoncelliste, une guitare, une contrebasse et une batterie. Ce quintet a été décrit comme l’un des ensembles les plus novateurs du Jazz West Coast. Il allait développer des ensembles qui répèteraient cette répartition.
Il continuera cette expérience jusqu’en 1961. Des musiciens aussi exceptionnels qu’Eric Dolphy et Jim Hall ont participé à ce quintet.
Hamilton s’est intéressé à la musique brésilienne, en particulier dans son album El chico paru chez Impulse! Records en 1965.
Il a développé un nouveau groupe avec Larry Coryell, Richard Davis et Arnie Lawrence en 1966. Il a enregistré The Dealer pour le label Impulse, qui est resté un de ses albums les plus fameux.
Chico Hamilton a continué ses expériences avant-gardistes jusque dans les années quatre-vingt-dix. Hamilton a joué au Montreux Jazz Festivals en 1972 et 1973. Il formé un groupe très important (les nouveaux « Players ») en 1975 avec Arthur Blythe, Steve Turre, Barry Finnerty et Abdulah Ibrahim. Ils ont tourné de 1976 à 1980. Leur production a été très abondante (ils ont enregistré en particulier pour Blue Note, Mercury, Nautilus ou encore Elektra).
Il était professeur à la New School for jazz and Contemporary music de New York. Ces dernières années, il se produisait avec Paul Ramsey à la basse, Nick Demonopulos à la guitare, Ewan Schwam à la flute, aux sax tenor et soprano et Jeremy Carlstedt aux percussions.

## Discographie
Enregistrements :
- 1946 : Lester leaps (Lester Young)
- 1952 : The Steeplechase (avec G. Norman's, Just Jazz Concert)
- 1955 : Chico Hamilton Trio
- 1955 : Chico Hamilton Quintet (feat. Buddy Collette)
- 1956 : Chico Hamilton Quintet In Hi-Fi
- 1956 : Chico Hamilton Trio (LP)
- 1957 : Chico Hamilton Quintet
- 1957 : Meet Chico Hamilton
- 1957 : Zen: The Music Of Fred Katz
- 1957 : Sweet Smell Of Success
- 1958 : South Pacific In Hi-Fi
- 1958 : Chico Hamilton Trio intro. Freddie Gambrel
- 1959 : The Original Ellington Suite (en) , Chico Hamilton with Eric Dolphy[2]
- 1959 : With Strings Attached (en)
- 1959 : Gongs East! (en)
- 1959 : The Three Faces of Chico (en)
- 1959 : That Hamilton Man (en)
- 1959 : Star Studded Cast
- 1960 : Bye Bye Birdie/Irma La Douce
- 1960 : Chico Hamilton Special
- 1960 : Original Chico Hamilton Quintet
- 1967 : The Best of Chico Hamilton
- 1968 : The Gamut'
- 1969 : The Head Hunters
- 1970 : El Exigente/The Demanding One
- 1973 : The Master
- 1974 : Live At Montreux (w/Albert King & Little Milton)
- 1975 : Peregrinations
- 1976 : The Players
- 1977 : Catwalk
- 1979 : Reaching For The Top
- 1980 : Nomad
- 1988 : Euphoria
- 1990 : Trio
- 1990 : Transfusion (Réédition?)
- 1991 : Reunion
- 1992 : Arroyo
- 1994 : My Panamanian Friend (The Music Of Eric Dolphy)
- 1994 : Dancing To A Different Drummer
- 1998 : Complete Pacific Jazz Recordings of the Chico Hamilton Quintet
- 1999 : Timely
- 2000 : Original Ellington Suite
- 2001 : Foreststorn
- 2002 : Thoughts Of…
- 2006 : Juniflip
- 2006 : Believe
- 2006 : 6th Avenue Romp
- 2006 : Heritage
- 2006 : SoulFeast presents Chico Hamilton- The Groove Master re-Fuzed
- 2009 : Twelve Tones of Love

Compilations
- 1965 : Easy Livin'
- 1966 : Jazz Milestone Series
- 1969 : The Best of Chico Hamilton
- 1971 : His Greatests Hits
- 1998 : Complete Pacific Jazz Recordings of the Chico Hamilton Quintet
- 2007 : Classical Katz [The Chico Hamilton Quintet & Fred Katz]
- 2008 : The Film Music Of Chico Hamilton: Sweet Smell of Success/Repulsion

Enregistrements avec Gerry Mulligan
- 1952 : Get Happy, Carioca
- 1953 : Uganda
- 1955 : Free Form
- 1956 : Jonalah, Drums West
- 1958 : Gongs East
- 1959 : It don't Mean a Thing
- 1966 : The Dealer
- 1980 :  Nomad
- 1988 : Euphoria
- 1989 : Réunion
- 1993 : Trio !

Avec Kitty White
- 1955 : A New Voice in Jazz

Avec Gábor Szabó
- 1962 : Drumfusion / The New Dynamic Chico Hamilton fintet
- 1962 : Transfusion
- 1962 : Passin' Thru
- 1963 : A Different Journey
- 1963 : Man From Two Worlds
- 1965 : Chic Chic Chico
- 1965 : El Chico
- 1966 : The Further Adventures Of El Chico